# Kalifornia-sziget

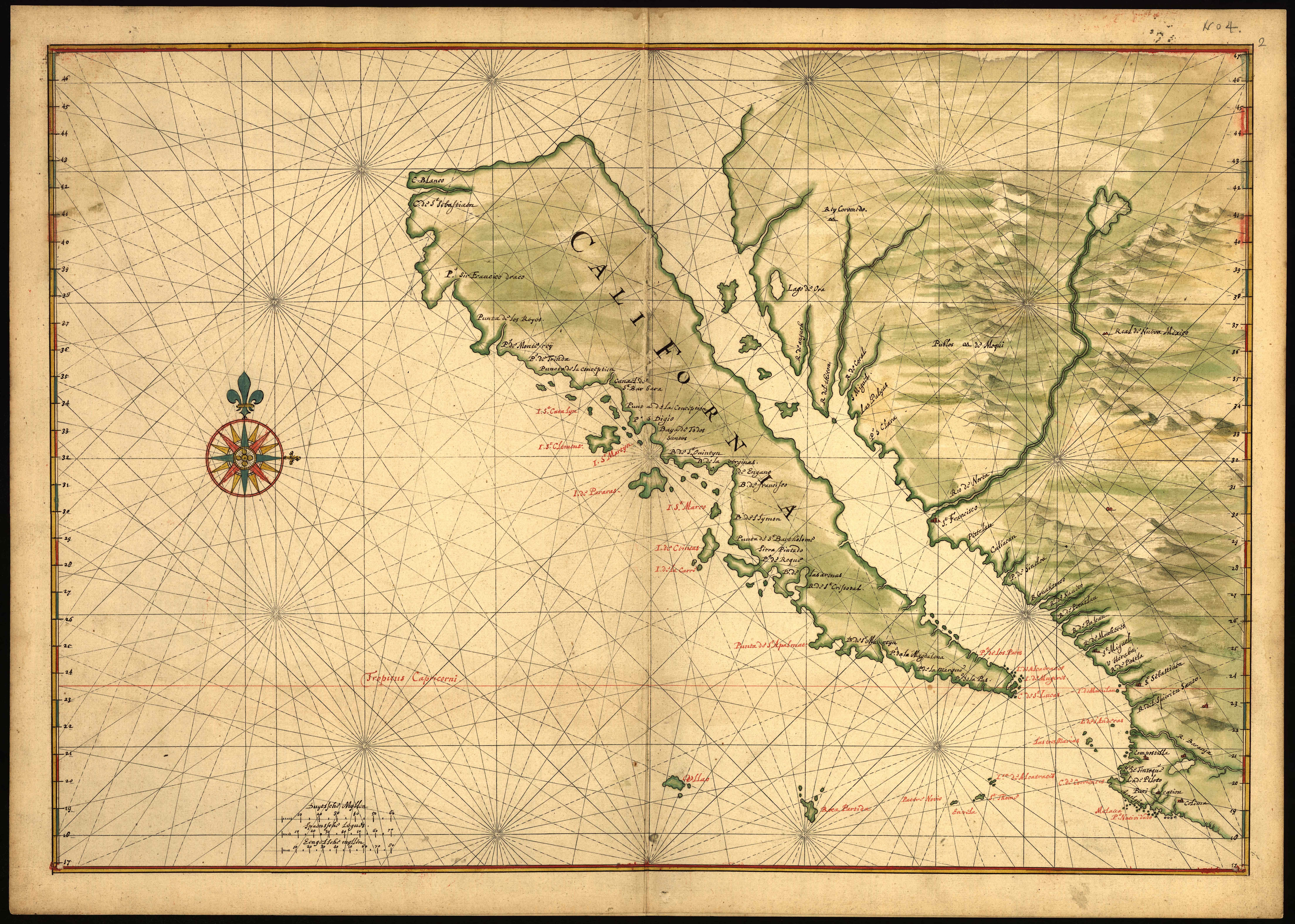
Joan Vinckeboons térképe, 1639

Kalifornia szigetként való ábrázolása a 16. századi európai térképek egyik gyakori tévedése volt, ami (a felfedezések ellenére) a 17. században és a 18. század első felében is tovább élt.
A legenda legkorábbi ismert előfordulási helye Garci Rodríguez de Montalvo regénye, a Las Sergas de Esplandián (vsz. Sevilla, 1496), amely a de Montalvo által sajtó alá rendezett Amadís de Gaula lovagregény-trilógia címszereplője fiának kalandjait meséli el. A leírás szerint Kalifornia a Földi Paradicsom szomszédságában található, és amazonok lakják:
Tudd, hogy az Indiáktól jobbra van egy Californiának nevezett sziget nagyon közel a Földi Paradicsom partjaihoz; fekete nők lakják, férfiak nincsenek közöttük, úgy élnek, akár az Amazonok.

## Az első expedíciók
1532-ben Hernán Cortés két hajót küldött az Aniáni-szoros (az Északnyugati átjáró akkori elnevezése) és Kalifornia szigetének megtalálására, ezek azonban nem tértek vissza. A következő évben a keresésükre indított expedíción Fortún Ximénez lázadást szított, és az elfoglalt hajóval a Kaliforniai-félsziget déli részén szállt partra, a mai La Paz város közelében. Az itt alapított települést hamarosan indiánok támadták meg, akik mások mellett Ximénezt is megölték. Az Új-Spanyolországba visszatérők beszámolói alapján az újonnan felfedezett félszigetet a legenda hatására egyelőre szigetnek vélték.
1539-ben Cortés újabb expedíciót küldött a régióba, Francisco de Ulloa vezetésével. Ő Mexikó partjai mentén egészen az általa Cortés tengerének elnevezett Kaliforniai-öböl északi végéig, a Colorado folyó torkolatáig jutott, majd a Kaliforniai-félsziget keleti partját követve délnek tartott, megkerülte azt, és a nyugati oldalon a félsziget feléig hajózott, ahol a háborgó óceán miatt kénytelen volt visszafordulni. Egyes források szerint a három hajóból kettő (s egyikükön maga Ulloa is) odaveszett, Díaz del Castillo korabeli történész szerint azonban Ulloa is visszatért Új-Spanyolországba.
A következő évben Hernando de Alarcón a Colorado-torkolatnál partra szállt, és egész a mai USA-Mexikó határig jutott. Míg Ulloa felfedezései alapján csak valószínűnek tűnt, hogy a Kaliforniai-félsziget valóban félsziget, Alarcón expedíciója megerősítette a feltevést. A két legjelentősebb korabeli európai térképkészítő, Mercator és Ortelius legfrissebb térképeiken javították is a korábbi tévedést.

## A hiba tovább él

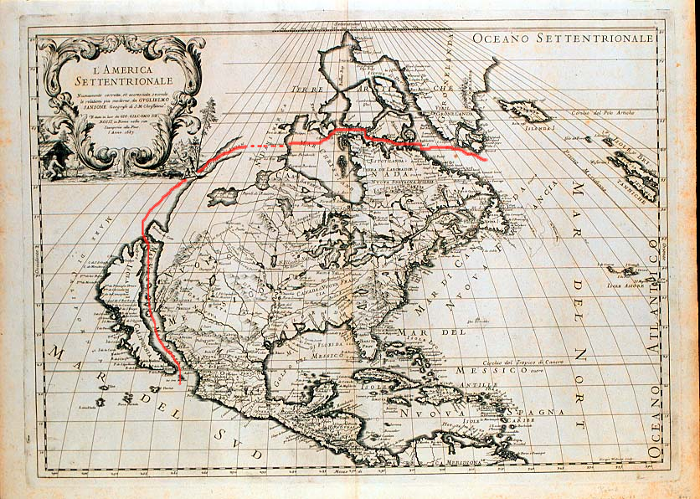
Guillaume Sanson 1687-es Észak-Amerika térképe, rajta kiemelve az Aniáni-szoros feltételezett útvonala

A térség partvonalai tehát a 17. század kezdetére nagyjából ismertek voltak, és Kalifornia szigete pár évtizedre valóban eltűnni látszik a térképekről. 1622-ben azonban az amszterdami Michiel Colijn, és az ő nyomán aztán sokan mások is, ismét szorost rajzol a szárazföld és Kalifornia közé.
A hiba tovább élését segítette, hogy voltak utazók, akik bizonytalan jelentéseket adtak a kérdésről, vagy egyértelműen ellentmondtak a felfedezéseknek. 1592-ben Juan de Fuca folytatta Ulloa útját Észak-Amerika nyugati partja mentén, egész a mai Vancouver szélességéig, ahol a Vancouver-sziget és a szárazföld közötti (később róla elnevezett) szorost az Aniáni-szoros bejáratának vélte. Ezt úgy is lehetett értelmezni, hogy a Kalifornia menti szoros északi bejáratát találta meg.
A legnagyobb hatású szöveg valószínűleg Antonio de la Ascension karmelita szerzetes úti jegyzetei, melyet Sebastian Vizcaino expedíciójának tagjaként 1602-03-ban készített, és valamikor 1611 előtt adott ki (Torquemada Monarchia Indiana-jának ekkorra elkészült Kaliforniával kapcsolatos részének ez az egyik fő forrása). 1604-05-ben Juan de Oñate és útitársai, akik a Colorado folyását követték, úgy vélték, látták a Kaliforniai-öböl folytatását. Tudósításuk Ascensionhoz is eljutott.
Eusebio Francisco Kino jezsuita misszionárius és kartográfus a missziók közötti összeköttetés legjobb módjait keresve 1698-1706 között többször is bejárta a Colorado-delta környékét, és meggyőződése volt, hogy létezik szárazföldi kapcsolat. Egy gyakran vele tartó katona, Juan Mateo Manje azonban nem volt biztos társa következtetésében.
A 18. század során több jezsuita misszionárius is megpróbált a tulajdonképpen már nem létező rejtély végére járni (Juan de Ugarte - 1721, Ferdinand Konščak - 1746, Wenceslaus Linck - 1766). A kérdést végül Juan Bautista de Anza 1774-76 közötti, Mexikó Sonora állama és a kaliforniai partvidék közötti utazásai zárták le végérvényesen.

## Külső hivatkozások
- The Island of California (strange maps)
- Mythical Geography: California as an Island Archiválva 2010. december 19-i dátummal a Wayback Machine-ben
- The Map House - Mythical Islands
- California as an Island (American Treasures of the Library of Congress)